# Аарон Спеллінг
Аарон Спеллінг (англ. Aaron Spelling; 22 квітня 1923, Даллас, Техас, США — 23 червня 2006, Лос-Анджелес, Каліфорнія, США) — американський телевізійний продюсер і режисер більш ніж 70 телесеріалів, 140 фільмів і театральних спектаклів, занесений до Книги Рекордів Гіннеса двічі — як найрезультативніший продюсер усіх часів та як власник найбільшого будинку в світі (123 кімнати, 3390 м²).

## Найвідоміші серіали Аарона Спеллінга
- «S.W.A.T.»
- «Ангели Чарлі»
- «Династія»
- «Отель»
- «Беверлі-Хіллз, 90210»
- «Сьоме небо»
- «Сансет-Біч»
- «Район Мелроуз»
- «Усі жінки — відьми»